# فریسی‌ها
فریسی‌ها گروهی از مردم ژرمن هستند که در نواحی ساحلی کشورهای آلمان، دانمارک و هلند زندگی می‌کنند.آنها در هلند در استان‌ها فریسلاند و گرونینگن و در آلمان در فریسیای غربی و فریسیای شمالی زندگی می‌کنند. منطقه زندگی آنها به فریسیا معروف است. این مردم به داشتن موهای بور شناخته شده هستند.
زبان فریسی کهن به زبان انگلیسی کهن بسیار نزدیک بوده‌است و همین طور زبان‌های فریسی نوین نیز به زبان انگلیسی نوین بسیار نزدیک است.

## سرشناسان
از سرشناسترین فریسی‌ها می‌توان افراد زیر را نام برد:
- ماتا هاری
- منو سیمونز
- پتر استویوسانت